# Chondrodactylus angulifer
Chondrodactylus angulifer är en ödleart som beskrevs av  Peters 1870. Chondrodactylus angulifer ingår i släktet Chondrodactylus och familjen geckoödlor.
Denna geckoödla har en mörk grundfärg och mer eller mindre stora vita fläckar på ovansidan. En population har på varje sida två längsgående rader med små vita punkter. Grundfärgen är ljus eller mörk rödbrun. Kropslängden ligger cirka vid 15 cm. Hos ungdjur har hannar vita punkter och honor vita strimmor.
Arten förekommer i västra och södra Namibia, södra Botswana och västra Sydafrika. Den vistas i öknar och i klippiga regioner med gräs och buskar. Honor gräver äggen ner i sanden. Ungarna kläcks under olika tidpunkter. De är aggresiva mot varandra.
För beståndet är inga hot kända och hela populationen bedöms som stabil. IUCN kategoriserar arten globalt som livskraftig.
Chondrodactylus angulifer förekommer som terrariedjur. Den bitar ofta med ett kraftigt bett.

## Underarter
Arten delas in i följande underarter:
- C. a. namibensis
- C. a. angulifer